# Platycaulos major
Platycaulos major là một loài thực vật có hoa trong họ Restionaceae. Loài này được (Mast.) H.P.Linder miêu tả khoa học đầu tiên năm 1985.